# Estat Popular de Reuss
L'Estat Popular de Reuss (Volksstaat Reuß) fou un dels estats territorials que van constituir l'anomenada República de Weimar. Va sorgir dels antics principats Reuss al final de la Primera Guerra Mundial. Va existir des del 4 d'abril del 1919 fins a la seva unió a l'Estat de Turíngia l'1 de maig de 1920.

## Història
Des d'abans de la Primera Guerra Mundial, els dos principats de Reuss, el Principat de Reuss-Greiz (línia major) i el Principat de Reuss-Gera (línia menor), estaven governats des de 1913 amb una unió personal pel príncep Enric XXVII sorgit de la línia menor.
Després de la caiguda de la monarquia i la proclamació de la República a la Revolució de Novembre, el príncep va declarar l'11 de novembre de 1918 la seva renúncia. Els dos principats de Reuss es van convertir en estats lliures i van formar a partir del 21 de desembre de 1918 una comunitat administrativa. El 2 de febrer de 1919, es van celebrar eleccions estatals als dos estats lliures, que van guanyar el USPD. El 4 d'abril de 1919, el parlament estatal unitari de Reuss va aprovar la llei sobre la unificació dels dos Estats lliures en l'Estat Popular de Reuss, així com sobre la constitució i l'administració provisionals. Després de la unificació, es va formar un govern amb els ministres d'Estat Karl von Brandenstein de Gera i William Oberländer de Greiz.
L'1 de maig de 1920, l'Estat Popular de Reuss i sis altres petits estats de Turíngia es van unir per formar l'estat de Turíngia.